# دفتر ضدتروریسم سازمان ملل
دفتر ضدتروریسم سازمان ملل در ۱۵ ژوئن ۲۰۱۷ توسط مجمع عمومی سازمان ملل متحد در یک اقدام جدید، با اجماع نظر ۱۹۳ کشور عضو، تصویب شد. ایجاد این مرکز با ابتکار آنتونیو گوترش، دیبر کل سازمان ملل و با استقبال کشورهای عضو همراه بود، این دفتر جدید به کشورهای عضو کمک می‌کند تا استراتژی ضد تروریسم سازمان ملل را به اجرا دربیاورند.
استفان دوجاریک سخنگوی دبیر کل سازمان ملل اعلام کرد که این تلاش دبیر کل بمنظور جلوگیری از افراط‌گرایی خشونت بار، یکی از اولویت‌های بالای سازمان ملل خواهد بود تا به مهم‌ترین تهدید فزاینده علیه صلح و امنیت بین‌المللی پرداخته شود. این دفتر انسجام کشورهای عضو سازمان ملل در مبارزه با تروریسم را تضمین کرده و باعث بهبود شفافیت و حمایت امکانات برای اقدامات ضد تروریسم خواهد شد.

## سابقه
بعد از حملات ۱۱ سپتامبر ۲۰۰۱، در شورای امنیت سازمان ملل یک کمیته ضد تروریستی تشکیل شد و قرار بود که با تشکیل یک دفتر اختیارات آن گسترده‌تر شده و تمامی کشورها در آن مشارکت داشته باشند.
اولین پیشنهاد تشکیل دفتر ضد تروریسم در فوریه ۲۰۱۷ توسط دبیر کل سازمان ملل، آنتونیو گوترش، ارائه شد و از همه کشورها خواسته شد که پیشنهادهای خود را به صورت کتبی برای سازمان ملل ارسال کنند. تعداد کشورهایی که پیشنهادهای خود را ارائه کردند ۲۸ کشور و سه سازمان غیردولتی بودند که توصیه‌های خود را به دیبر کل ارائه کردند. در تاریخ ۱۱ آوریل ۲۰۱۷ دبیر کل گزارش خود در رابطه با تشکیل نیروی ویژه اجرایی ضد تروریسم را منتشر کرد. بعد از ارائه گزارش دیبر کل، مجمع عمومی در تاریخ ۱۲ آوریل دو گزینه به مجمع عمومی برای تشکیل دفتر و انتصاب معاون دبیر کل ارائه داد که یکی تشکیل گروه داوری به ریاست رئیس مجمع عمومی برای بررسی و تأیید گزارش دبیر کل و دیگری بررسی گزارش دبیر کل در مجمع عمومی بود که تمامی اعضا در آن حضور داشته باشند. این دو گزینه بین کشورها موافق و مخالف‌هایی داشت.
در تاریخ ۲۶ آوریل ۲۰۱۷ رئیس مجمع عمومی برای تصویب گزارش دبیر کل جلسه‌ای تشکیل داد که در آن جلسه توافق بین همه کشورها حاصل نشد و سرانجام در جلسه دیگری به تاریخ ۱۵ ژوئن ۲۰۱۷ گزارش دبیر کل در مجمع عمومی طرح و توسط ۱۹۳ کشور مورد تأیید قرار گرفت.

## ساختار
دفتر ضد تروریسم سازمان ملل به ریاست یک معاون دبیر کل خواهد بود. جهانگیر خان رئیس دفتر جدید ضد تروریسم سازمان ملل است.
این دفتر ۳۵ کارمند دارد.

## اهداف
این نهاد ۵ کارکرد عمده خواهد داشت:
- رهبری و هدایت نهاد ضدتروریسم مجمع عمومی سازمان ملل که به شخص دیبر کل از طرف سازمان ملل واگذار شده‌است.
- تضمین بهبود هماهنگی در بین ۳۸ نهاد نیروی ویژه اجرایی کردن ضد تروریسم، همچنین تضمین اجرایی شدن متوازن ۴ رکن استراتژی جهانی ضد تروریسم
- ارتقاء کمک به فعالیت‌های ضد تروریسم دفتر ضد تروریسم سازمان ملل به کشورهای عضو
- بهبود شفافیت و حمایت از تلاش‌ها و بسیج امکانات برای تلاش‌های ضد تروریسم سازمان ملل
- اطمینان از اولویت دادن به فعالیت‌های ضد تروریسم در تمامی نظام سازمان ملل و ممانعت از افراط گرایی خشونت بار[۱][۸]

## واکنش‌ها
- هندوستان به تأسیس دفتر جدید مبارزه با تروریسم سازمان ملل خوش آمد گفته و اعلام کرد که این امر نشان می‌دهد که کلیه اعضا سازمان ملل به جمع‌آوری اطلاعات و عمل در برابر تروریسم که همچنان مهم‌ترین تهدید پیچیده در جامعه بین‌المللی است متحد هستند.[۹][۱۰]
- دو کشور عربستان سعودی و امارات متحده عربی با انتشار بیانیه‌ای در ژوئیه ۲۰۱۷ از تأسیس کمیته بین‌المللی ضد تروریسم سازمان ملل متحد استقبال کرده و آمادگی خود را برای همکاری با این کمیته اعلام کردند. در بیانیه منتشره، هر دو کشور از تلاش‌های بین‌المللی برای نابودی تروریسم حماست کرده و تعهد خود برای تقویت این کمیته در مبارزه با افراط گرایی و نابودی تروریسم را بیان داشتند. عبدالله المعلمی، نماینده سعودی در سازمان ملل متحد گفت: «تأسیس کمیته ضد تروریسم این سازمان با هدف مبارزه با تروریسم و خشکاندن منابع آن انجام شده‌است.»[۱۱]